# Chủ tịch Ủy ban nhân dân Thành phố Hồ Chí Minh
Chủ tịch Ủy ban nhân dân thành phố Hồ Chí Minh là người đứng đầu Ủy ban nhân dân Thành phố Hồ Chí Minh, cơ quan hành chính của Thành phố Hồ Chí Minh. Chủ tịch Ủy ban nhân dân thành phố do Hội đồng nhân dân Thành phố Hồ Chí Minh bầu trong số đại biểu Hội đồng nhân dân Thành phố Hồ Chí Minh.

## Lịch sử
Ủy ban nhân dân Thành phố Hồ Chí Minh hiện nay hình thành trên cơ sở hợp nhất nhiều đơn vị hành chính có từ các thời kỳ lịch sử trước đây. Do đó, tên gọi của chức vụ đứng đầu bộ máy hành chính thành phố cũng thay đổi nhiều lần theo từng đơn vị hành chính và theo từng thời kỳ lịch sử tương ứng.

## Nhiệm vụ và Quyền hạn của Chủ tịch Ủy ban nhân dân thành phố Hồ Chí Minh
Chủ tịch Ủy ban nhân dân thành phố Hồ Chí Minh có quyền hạn và nhiệm vụ sau:
1. Lãnh đạo công tác của Uỷ ban nhân dân, các thành viên của Uỷ ban nhân dân, các cơ quan chuyên môn thuộc Uỷ ban nhân dân thành phố:
  - Đôn đốc, kiểm tra công tác của các cơ quan chuyên môn thuộc Uỷ ban nhân dân thành phố và Uỷ ban nhân dân cấp quận, huyện, phường, xã trong việc thực hiện Hiến pháp, luật, các văn bản của cơ quan nhà nước cấp trên, nghị quyết của Hội đồng nhân dân và quyết định, chỉ thị của Uỷ ban nhân dân thành phố;
  - Quyết định các vấn đề thuộc nhiệm vụ, quyền hạn của Uỷ ban nhân dân thành phố;
  - Áp dụng các biện pháp nhằm cải tiến lề lối làm việc; quản lý và điều hành bộ máy hành chính hoạt động có hiệu quả; ngăn ngừa và đấu tranh chống các biểu hiện quan liêu, vô trách nhiệm, hách dịch, cửa quyền, tham nhũng, lãng phí và các biểu hiện tiêu cực khác của cán bộ, công chức và trong bộ máy chính quyền địa phương;
  - Chỉ đạo công tác cải cách hành chính, cải cách công vụ, công chức trong hệ thống hành chính nhà nước ở địa phương;
  - Tổ chức việc thanh tra, kiểm tra, xử lý vi phạm pháp luật theo quy định của pháp luật;
  - Tổ chức việc tiếp dân, xét và giải quyết kiến nghị, khiếu nại, tố cáo của nhân dân theo quy định của pháp luật.
2. Triệu tập và chủ tọa các phiên họp của Uỷ ban nhân dân;
3. Phê chuẩn kết quả bầu các thành viên của Uỷ ban nhân dân cấp quận, huyện, phường, xã; điều động, đình chỉ công tác, miễn nhiệm, cách chức Chủ tịch, Phó Chủ tịch Uỷ ban nhân dân cấp quận, huyện, phường, xã; phê chuẩn việc miễn nhiệm, bãi nhiệm các thành viên của Uỷ ban nhân dân cấp quận, huyện, xã tương đương; bổ nhiệm, miễn nhiệm, điều động, cách chức, khen thưởng, kỷ luật cán bộ, công chức nhà nước theo sự phân cấp quản lý;
4. Đình chỉ việc thi hành hoặc bãi bỏ những văn bản trái pháp luật của cơ quan chuyên môn thuộc Uỷ ban nhân dân thành phố và văn bản trái pháp luật của Uỷ ban nhân dân, Chủ tịch Uỷ ban nhân dân cấp quận, huyện, phường, xã tương đương;
5. Đình chỉ việc thi hành nghị quyết trái pháp luật của Hội đồng nhân dân cấp quận, huyện, phường, xã và đề nghị Hội đồng nhân dân thành phố bãi bỏ;
6. Chỉ đạo và áp dụng các biện pháp để giải quyết các công việc đột xuất, khẩn cấp trong phòng, chống thiên tai, cháy, nổ, dịch bệnh, an ninh, trật tự, quốc phòng, an toàn xã hội và báo cáo Uỷ ban nhân dân trong phiên họp gần nhất;
7. Ra quyết định, chỉ thị để thực hiện nhiệm vụ, quyền hạn của mình.
8. Đề nghị triệu tập kỳ họp bất thường Hội đồng nhân dân Thành phố.
9. Đề nghị cuộc họp kín của Hội đồng nhân dân thành phố.
10. Giữ mối quan hệ làm việc với Thường trực Thành uỷ, Viện Kiểm sát nhân dân, Toà án nhân dân.
11. Trực tiếp phụ trách, chỉ đạo các lĩnh vực công tác: Tổ chức bộ máy, cán bộ và biên chế; nội chính; đối ngoại; xây dựng chính quyền và cải cách hành chính; công tác quy hoạch và quyết định các chủ trương lớn trên các lĩnh vực; làm Chủ tịch Hội đồng thi đua - khen thưởng thành phố.
12. Làm Trưởng các tổ chức phối hợp liên ngành (Ban chỉ đạo, Hội đồng...) của thành phố theo lĩnh vực công tác do Chủ tịch Ủy ban nhân dân thành phố trực tiếp phụ trách, chỉ đạo.
13. Quản lý và tổ chức sử dụng có hiệu quả công sở, tài sản, các phương tiện làm việc và ngân sách nhà nước được giao trên địa bàn thành phố theo quy định của pháp luật.

## Danh sách Chủ tịch Ủy ban nhân dânThành phố Hồ Chí Minhvà tương đương qua các thời kỳ

### Tri phủTân Bình
| Thứ tự | Họ tên                   | Tên khác       | Thời gian tại nhiệm  |
| ------ | ------------------------ | -------------- | -------------------- |
| 1      | Cử nhân Trần Bá Lượng    | Trần Triều Dục | (10/1824 – 9/8/1825) |
| 2      | Tiến sĩ Trương Quốc Dụng |                | (1830–1831)          |
| 3      | Cử nhân Nguyễn Thành Ý   |                | (1852–1855)          |
| 4      | Tú tài Tôn Thọ Tường     |                | (1862 – 20/6/1863)   |

### Thị trưởng Sài Gòn
- Phó Giám sự (Sous-Chef de bureau) Pierre Louis Guiraud (? – 7/5/1867) – Đại diện Nha Nội chánh (Direction de l'Intérieur) phụ trách (chargé)
- Y sĩ hải quân, Thanh tra (Inspecteur) Charles Marie Louis Turc (8/5/1867 – 26/1/1871) – Thị trưởng Sài Gòn đầu tiên
  - Ủy viên thành phố (Commissaire municipal) (8/5/1867 – 7/7/1869);
  - Thị trưởng (Maire) (8/7/1869 – 26/1/1871)[6]
- Thương gia, Nam tước (Baron) Raoul Barbier (27/1/1871 – 1872)[7][8]
- Dược sĩ Michel Lourdeault (1872–1874)
- Luật sư Gustave Vinson (1874–1876)
- Chưởng khế Germain Jame (1876–1877) – Quyền Thị trưởng
- Doanh nhân Laurent Lamy (1877–1878)
- Doanh nhân Albert Mayer (1878–1879) – Quyền Thị trưởng
- Luật sư Jules Marie Blancsubé (1879–1880)[9]
- Bác sĩ Julien Cardi (1880–1881) – Quyền Thị trưởng
- Thương gia Edouard Cornu (1881–1882)
- Bác sĩ Julien Cardi (1882 – 26/1/1884) - Quyền Thị trưởng (1882 – 10/3/1883), Thị trưởng (11/3/1883 – 26/1/1884)[10]
- Dược sĩ Jacques Guérin (27/1/1884 – 19/10/1884)
- Luật sư Raoul Roch Carabelli (20/10/1884 – 19/11/1890)[11][12]
- Nghiệp chủ Louis Curiol (20/11/1890 – 23/11/1890) – Niên trưởng Hội đồng thành phố (Conseil municipal) đảm nhiệm Quyền Thị trưởng
- Luật sư Eugène François Jean Baptiste Cuniac (24/11/1890 – 9/12/1891)
- Tham biện (Administrateur) hạng 1 Gustave Guillaume Sandret (10/12/1891 – 1/5/1892)
- Luật sư Eugène François Jean Baptiste Cuniac (2/5/1892 – 26/4/1895)
- Điền chủ Charles Paul Blanchy (27/4/1895 – 18/9/1901)[13][14] – kiêm nhiệm Chủ tịch Hội đồng thuộc địa Nam Kỳ (Président du Conseil colonial de Cochinchine)[15] (1880–1901)
- Luật sư Eugène François Jean Baptiste Cuniac (19/9/1901 – 8/5/1906)
- Luật sư Augustin Marie Joseph Foray (9/5/1906 – 23/7/1906) – Quyền Thị trưởng
- Tham biện hạng 1 Bernard Duranton (24/7/1906 – 7/8/1908)
- Thương gia Bertrand Joseph Marc Garriguenc (8/8/1908 – 3/9/1908)
- Chưởng khế René Gigon-Papin (4/9/1908 – 24/5/1911)[16]
- Thanh tra Alphonse Chesne (27/5/1911 – 2/1/1912)
- Tham biện hạng 1 Albert Edmond Joseph Marius Garnier (3/1/1912 – 14/5/1912)
- Luật sư Eugène François Jean Baptiste Cuniac (15/5/1912 – 22/7/1916)
- Luật sư Augustin Marie Joseph Foray (10/8/1916 – 1919)
- Dược sĩ Gabriel Renoux (1919–1921)
- Doanh nhân Etienne Boy-Landry (1921–1923)[17][18]
- Tham biện hạng 1 Eugène Henri Royer Eutrope (1923–1925)
- Thương gia Raymond Auguste Rouelle (1925 – 1/1929)[19][20][21]
- Tham biện hạng 1 Armand Louis Victor Salomon Tholance (1/1929 – 6/1929)
- Luật sư Joseph Henri Marie Béziat (6/1929 – 1932)[22][23] – sau là Chủ tịch Hội đồng tư vấn Nam Kỳ (Conseil consultatif de Cochinchine) (4/2/1946 – 30/5/1946)[24], Chủ tịch Hội đồng Nam Kỳ (Conseil de Cochinchine) (31/5/1946 – 26/5/1948)
- Tham biện hạng 1 Henri Georges Rivoal (1932–1934)

### Thị trưởng Chợ Lớn
- Đại úy hải quân (Lieutenant de vaisseau) Marie Joseph François Garnier (thường gọi tắt là Francis Garnier) (6/6/1865 – 4/6/1866) – Thanh tra thành phố Chợ Lớn[25]
- Đại úy hải quân Albert Gaudot (5/6/1866 – 1868) – Thanh tra thành phố Chợ Lớn[26]
- Đại úy thủy quân lục chiến (Capitaine d'ìnfanterie de marine), Thanh tra Arthur Célestin Jantet (1869–1870) – Thanh tra thành phố Chợ Lớn
- Đại úy hải quân, Thanh tra Georges Jules Piquet (1870–1872) – Thanh tra thành phố Chợ Lớn
- Đại úy thủy quân lục chiến, Tham biện hạng 1 Charles Jules Gustave Delefosse (1872–1876) – Chủ tịch Ban Đại diện thành phố (Délégation municipale)[27]
- Y sĩ hải quân, Tham biện Paul Ernest Nansot (1876–1877) – Chủ tịch Ban Đại diện thành phố
- Thượng úy thủy quân lục chiến (Lieutenant d'ìnfanterie de marine), Tham biện hạng 1 Étienne Louis Arbod (1877 – 26/10/1879) – Chủ tịch Ban Đại diện thành phố
- Tham biện Antony Charles Célestin Landes (27/10/1879 – 31/1/1883) – Thị trưởng Chợ Lớn đầu tiên
- Bác sĩ, Tham biện Jean Gilbert Tirant (1/2/1883 – 26/2/1886)[28]
- Tham biện hạng 1 Jules Victor Renauld (27/2/1886 – 7/3/1887)
- Tham biện hạng 1 Charles Étienne Gaillard (8/3/1887 – 8/3/1890)
- Tham biện hạng 1 Louis Léonce Merlande (9/3/1890 – 25/2/1893)[29]
- Tham biện hạng 1 Adrien Bernard Rossigneux (26/2/1893 – 9/11/1898)[30]
- Tham biện hạng 1 Louis Saturnin Edouard Laffont (10/11/1898 – 9/5/1901)
- Tổng thơ ký thuộc địa (Secrétaire Général des colonies) Frédéric Edouard Drouhet (10/05/1901 – 29/12/1905)[31]
- Tham biện Jean-Félix Krautheimer (30/12/1905 – 3/1/1907)[32]
- Tổng thơ ký thuộc địa Frédéric Edouard Drouhet (4/1/1907 – 31/12/1911)[33]
- Tham biện hạng 1 Jean Baptiste Edouard Bourcier Saint-Chaffray (1/1/1912 –31/12/1912)[34] – kiêm nhiệm Chủ tỉnh (Chef-province) Chợ Lớn[35]
- Tham biện hạng 1 Achille Paul Michel Quesnel (1/1/1913 – 1914)
- Tham biện hạng 1 Edouard Victor L'Helgoual'ch (1914–1921) – kiêm nhiệm Chủ tỉnh Chợ Lớn
- Tham biện Maurice Emile Henry de Tastes (1921–1925)
- Tham biện hạng 1 Barthélemy Gazano (1925–1930)[36] – kiêm nhiệm Chủ tỉnh Chợ Lớn[37]
- Tham biện hạng 1 Philippe Oreste Renault (1930 – 31/12/1931) – kiêm nhiệm Chủ tỉnh Chợ Lớn
- Luật sư Jean Mazet (1/1/1932 – 1934)
- Giám sự ngoại hạng (Chef de bureau hors classe) René Georges Edouard Merle (1932–1934) – Đặc phái viên Khu trưởng tại Chợ Lớn (Délégué spécial de l'Administrateur de la région à Cholon)
- Tham biện Jean Hyacinthe Estèbe (1934–1935) – Đặc phái viên Khu trưởng tại Chợ Lớn
- Tham biện Henri Damien Abdon Roger (1935–1936) – Đặc phái viên Khu trưởng tại Chợ Lớn
- Tham biện Elie Emmanuel Pommez (1936–1940) – Đặc phái viên Khu trưởng tại Chợ Lớn[38]

### Chủ tỉnh Gia Định
- Đại úy hải quân, Thanh tra Léon Duhamel Boresse (7/1/1862 – 20/6/1863) – Bố chánh tỉnh Gia Định[39][40]
- Thú y sĩ hải quân Pierre Jean Claude Désiré Cotté (1868–1869) – Thanh tra khu thanh tra (inspection) Sài Gòn
- Đại úy thủy quân lục chiến, Thanh tra Jean Paul Émile Audibert (9/10/1868 – 30/12/1868) – Thanh tra khu thanh tra Thủ Đức
- Đại úy hải quân, Thanh tra Charles Hippolyte Marie Mourin d'Arfeuille (1869–1872) – Chánh tham biện hạt Sài Gòn (1er administrateur d'arrondissement de Saigon)
- Đại úy hải quân, Thanh tra Georges Jules Piquet (1872–1875) – Chánh tham biện hạt Sài Gòn
- Tham biện Ernest Jean Baptiste Villard (1875–1877) – Chánh tham biện hạt Bình Hòa
- Tham biện Alexandre Antoine Henry (1877–1879) – Chánh tham biện hạt Bình Hòa
- Tham biện hạng 1 Eusèbe Irène Parreau (1879–1882) – Chánh tham biện hạt Bình Hòa
- Tham biện hạng 1 Albert Aybart Marie Ambroise Bataille (1882–1887) – Chánh tham biện hạt Gia Định
- Tham biện hạng 1 Marie Gaston Marquis (1887–1891) – Chánh tham biện hạt Gia Định[41]
- Tham biện hạng 1 Charles Étienne Gaillard (1891–1893) – Chánh tham biện hạt Gia Định
- Tham biện hạng 1 Théodore Pierre Marie Lacote (thường gọi tắt là Moïse Lacote) (1893–1897) – Chánh tham biện hạt Gia Định
- Thanh tra Jean Charles Auguste Alexandre Escoubet (1897–1901) – Chủ tỉnh Gia Định đầu tiên
- Tham biện hạng 1 Barthélémy Henry Debernadi (1901–1905)
- Tham biện hạng 1 Fernand Louis Samuel Doceul (1905–1907)
- Tham biện hạng 1 Antoine Bos (1907–1909)
- Thanh tra Alphonse Chesne (1909 – 26/5/1911)[42]
- Tham biện Achille Louis Auguste Sylvestre (27/5/1911 – 14/5/1912) – Quyền Chủ tỉnh
- Tham biện hạng 1 Albert Edmond Joseph Marius Garnier (15/5/1912 – 1914)[43]
- Tham biện hạng 1 Raoul Léonce Guillaume Patry (1914–1919)
- Tham biện hạng 1 Louis Georges Alexandre Lamarre (1919–1922)
- Tham biện hạng 1 Auguste Eugène Ludovic Tholance (1922–1925)
- Tham biện hạng 1 François Culliéret (1925–1928)[44]
- Tham biện hạng 1 Philippe Oreste Renault (1928–1930)
- Tham biện hạng 1 Pie Marie Gabriel Beneyton (1930–1932)
- Tham biện hạng 1 Louis Berland (1932–1937)
- Tham biện hạng 1 Auguste Wolf (1937–1940)
- Tham biện hạng 1 Robert Jean Dufour (1940–1942)
- Tham biện hạng 1 René Pierre François Schneyder (1942 – 8/3/1945)
- Đốc phủ sứ Nguyễn Phước Lộc (4/1945 – 24/8/1945)
- Phạm Văn Chiêu (25/8/1945 – 22/9/1945) – Chủ tịch Ủy ban Hành chánh lâm thời tỉnh Gia Định (25/8/1945 – 9/9/1945), Chủ tịch Ủy ban Nhơn dân tỉnh Gia Định (10/9/1945 – 22/9/1945)

### Phụ trách hạt Hai Mươi
- Tham biện Louis Léonce Merlande (1882–1886) – Tổng Thư ký Nha Nội chánh (Direction de l'Intérieur)[45]
- Tham biện Ernest Adrien de Lanneau de Marey (1886–1887) – Tổng Thư ký Nha Nội chánh
- Tham biện Georges Théodore Marcellot (1887 – 11/1/1888) – Phái viên Giám đốc Nội chánh (Délégué du Directeur de l'Intérieur)

### Đô trưởng Sài Gòn - Chợ Lớn
- Tham biện hạng 1 Philippe Oreste Renault (1/1/1932 – 1935) - Khu trưởng (Administrateur de la région) Sài Gòn – Chợ Lớn đầu tiên
- Tham biện hạng 1 Henri Georges Rivoal (1935–1937) – Khu trưởng Sài Gòn – Chợ Lớn
- Tham biện hạng 1 Albert Martial Bussière (1937–1939) – Khu trưởng Sài Gòn – Chợ Lớn[38]
- Tham biện hạng 1 Ernest Thimothée Hoeffel (1939 – 12/1942) – Khu trưởng Sài Gòn – Chợ Lớn; sau là Khâm sứ (Résident Supérieur), Thống đốc Nam Kỳ (người Pháp) cuối cùng (12/1942 – 8/3/1945)
- Tham biện hạng 1 André Charles Jean Landron (12/1942 – 1944) – Khu trưởng Sài Gòn – Chợ Lớn
- Tham biện hạng 1 Jean Paul Marie Maillard (1944 – 8/3/1945) – Khu trưởng Sài Gòn – Chợ Lớn
- ida Kono (9/3/1945 – 18/8/1945) – Quận trưởng (郡長| Gunchou) Sài Gòn – Chợ Lớn
- Kỹ sư Kha Vạng Cân (19/8/1945 – 22/9/1945) – Đô trưởng (Préfet ou Chef-capitale) Sài Gòn đầu tiên[46][47][48][49] (19/8/1945 – 24/8/1945), Chủ tịch Ủy ban Hành chánh lâm thời thành phố Sài Gòn - Chợ Lớn (25/8/1945 – 9/9/1945), Chủ tịch Ủy ban Nhơn dân thành phố Sài Gòn – Chợ Lớn (10/9/1945 – 22/9/1945)[cần dẫn nguồn]
- Nghiệp chủ Nguyễn Tấn Cường (1/6/1946 – 10/11/1946) – Thứ trưởng Công an Đô thành (Ville-capitale) Sài Gòn – Chợ Lớn[24]
- Đốc phủ sứ Phan Văn Chương (1/1947– 6/1947) – Đô trưởng Sài Gòn – Chợ Lớn
- Đốc phủ sứ Thái Lập Thành (1947–1948)
- Bác sĩ Trần Văn Đôn (1948 – 12/1950)
- Đốc phủ sứ Bùi Quang Ân (12/1950 – 1/1951) – Quyền Đô trưởng
- Đốc phủ sứ Lê Tấn Nẫm (1/1951 – 8/1952)
- Đốc phủ sứ Nguyễn Phước Lộc (8/1952 – 26/10/1954)
- Giáo sư Trần Văn Hương (27/10/1954 6 /0/1955)[50]
- Đốc phủ sứ Nguyễn Phú Hải (7/4/1955 – 21/10/1956)

### Tỉnh trưởng Gia Định
Đốc phủ sứ Trần Quang Nhã 1873 – 1938 (Chevalier da la legion d'Honneur)
- Đốc phủ sứ Lê Văn Thanh (19/1/1949 – 8/6/1949)[51]
- Đốc phủ sứ Nguyễn Văn Tứ (9/6/1949 – 5/8/1952)
- Phủ Hồ Văn Sĩ (6/8/1952 – 30/8/1952) – Quyền Tỉnh trưởng
- Đốc phủ sứ Nguyễn Văn Điệu (31/8/1952 – 8/9/1954)
- Đốc phủ sứ Nguyễn Thúc Lang (9/9/1954 – 3/8/1955)
- Trung tá Lê Quang Hiền (4/8/1955 – 14/3/1957)
- Đốc phủ sứ Hồ Bảo Thành (15/3/1957 – 8/7/1959)
- Phủ Đoàn Văn Bích (9/7/1959 – 8/2/1961)
- Thiếu tá Nguyễn Đức Xích (9/2/1961 – 3/11/1963)
- Đại tá Huỳnh Văn Tồn (4/11/1963 – 2/3/1964)
- Đại tá Nhan Minh Trang (3/3/1964 – 6/9/1964)
- Trung tá Cao Minh Châu (7/9/1964 – 19/3/1965)
- Phủ Nguyễn Thôn Độ (20/3/1965 – 31/5/1965) – Quyền Tỉnh trưởng
- Đại tá Trương Quang Ân (1/6/1965 – 26/8/1966)
- Bác sĩ, Thiếu tá Bùi Thế Cầu (27/8/1966 – 31/3/1968)
- Đại tá Nguyễn Văn Tồn (1/4/1968 – 10/1/1971)
- Đại tá Lê Văn Tư (11/1/1971 – 18/1/1972)
- Đại tá Châu Văn Tiên (19/1/1972 – 29/4/1975)[52]

### Đô trưởng Sài Gòn
- Đốc phủ sứ Nguyễn Phú Hải (22/10/1956 – 2/11/1963)[53]
- Trung tướng Mai Hữu Xuân (3/11/1963 – 29/1/1964) – kiêm nhiệm Tổng Giám đốc Cảnh sát Quốc gia và Tổng trấn Sài Gòn – Gia Định[54]
- Thiếu tướng Dương Ngọc Lắm (30/1/1964 – 7/9/1964)[55][56]
- Giáo sư Trần Văn Hương (8/9/1964 – 3/11/1964)
- Bác sĩ Phạm Phú Khai (4/11/1964 – 2/1965)
- Bác sĩ, Đại tá Văn Văn Của (2/1965 – 10/6/1968)
- Chuẩn tướng Đỗ Kiến Nhiễu (11/6/1968 – 20/4/1975)
- Đại tá Quách Huỳnh Hà (21/4/1975 – 29/4/1975)[57]

### Chủ tịch Ủy ban Quân quản Sài Gòn - Gia Định
| Thứ tự | Họ tên       | Tên thật/Bí danh      | Thời gian tại nhiệm    | Ghi chú                                                         |
| ------ | ------------ | --------------------- | ---------------------- | --------------------------------------------------------------- |
| 1      | Lê Đức Anh   | Lê Văn Giác           | (30/4/1975 – 2/5/1975) |                                                                 |
| 2      | Trần Văn Trà | Nguyễn Chấn           | (3/5/1975 – 20/1/1976) |                                                                 |
| 3      | Võ Văn Kiệt  | Phan Văn Hòa, Sáu Nam | (21/1/1976 – 1/7/1976) | Chủ tịch Ủy ban nhân dân Cách mạng thành phố Sài Gòn – Gia Định |

### Chủ tịch Ủy ban Kháng chiến kiêm Hành chính đặc khu Sài Gòn – Chợ Lớn
| Thứ tự | Họ tên          | Tên thật/Bí danh | Thời gian tại nhiệm    | Ghi chú |
| ------ | --------------- | ---------------- | ---------------------- | --- |
| 1      | Nguyễn Văn Tư   |                  | 23/9/1945 – 22/12/1945 | Chủ tịch Ủy ban Kháng chiến thành phố Sài Gòn – Chợ Lớn                                                     |
| 2      | Phạm Văn Chiêu  |                  | 23/9/1945 – 11/1945    | Chủ tịch Ủy ban Kháng chiến tỉnh Gia Định                                                                   |
| 3      | Nguyễn Văn Dung |                  | 11/1945 – 9/1946       | Chủ tịch Ủy ban Kháng chiến tỉnh Gia Định                                                                   |
| 4      | Đặng Minh Trứ   |                  | 1948 – 11/1949         | Chủ tịch Ủy ban Kháng chiến kiêm Hành chính thành phố Sài Gòn – Chợ Lớn                                     |
| 5      | Phạm Thiều      |                  | 11/1949 – 8/1950       | Chủ tịch Ủy ban Kháng chiến kiêm Hành chính thành phố Sài Gòn – Chợ Lớn                                     |
| 6      | Phạm Ngọc Thạch |                  | 8/1950 – 12/1952       | Chủ tịch Ủy ban Kháng chiến kiêm Hành chính đặc khu Sài Gòn – Chợ Lớn                                       |
| 7      | Nguyễn Văn Chì  |                  | 10/5/1969 – 7/4/1975   | Chủ tịch Ủy ban nhân dân Cách mạng khu Sài Gòn – Gia Định                                                   |
| 8      | Lê Đức Anh      | Lê Văn Giác      | 8/4/1975 – 29/4/1975   | Chủ tịch Ủy ban Quân quản Sài Gòn – Gia Định Đại tướng Quân đội nhân dân Việt Nam Chủ tịch nước (1992-1997) |
| 9      | Trần Văn Trà    | Nguyễn Chấn      | 3/5/1975 – 20/1/1976   | Chủ tịch Ủy ban Quân quản Sài Gòn – Gia Định Thượng tướng Quân đội nhân dân Việt Nam                        |

### Chủ tịch Ủy ban nhân dân Thành phố Hồ Chí Minh
| Thứ tự | Họ tên             | Tên thật/ Tên khác                     | Thời gian tại nhiệm    | Ghi chú                                                             |
| ------ | ------------------ | -------------------------------------- | ---------------------- | ------------------------------------------------------------------- |
| 1      | Võ Văn Kiệt        | Phan Văn Hòa, Sáu Dân                  | 2/7/1976 – 1/1977      | Chủ tịch Ủy ban nhân dân Thành phố Hồ Chí Minh                      |
| 2      | Vũ Đình Liệu       | Nguyễn Thanh Bình                      | 1/1977 – 3/1979        |                                                                     |
| 3      | Mai Chí Thọ        | Phan Đình Đống                         | 3/1979 – 6/1985        | Đại tướng Công an nhân dân Việt Nam Bộ trưởng Bộ Nội vụ (1987-1991) |
| 4      | Phan Văn Khải      | Sáu Khải                               | 6/1985 – 3/1989        |                                                                     |
| 5      | Nguyễn Vĩnh Nghiệp | Sáu Tường, Ba Công, Tám Kiến, Mười Bền | 3/1989 – 3/1992        | Quyền Chủ tịch (3/1989 – 5/1989) Chủ tịch (5/1989 – 3/1992)         |
| 6      | Trương Tấn Sang    | Tư Sang                                | 3/1992 – 7/1996        | Chủ tịch nước (2011-2016)                                           |
| 7      | Võ Viết Thanh      |                                        | 7/1996 – 5/2001        | Quyền Chủ tịch (7/1996 – 8/1997) Chủ tịch (8/1997 – 17/5/2001)      |
| 8      | Lê Thanh Hải       | Hai Nhựt                               | 18/5/2001 – 12/7/2006  |                                                                     |
| 9      | Lê Hoàng Quân      | Lê Minh Sơn                            | 13/7/2006 – 11/12/2015 |                                                                     |
| 10     | Nguyễn Thành Phong | Tư Phong                               | 11/12/2015 – 24/8/2021 |                                                                     |
| 11     | Phan Văn Mãi       |                                        | 24/8/2021 – 20/2/2025  |                                                                     |
| 12     | Nguyễn Văn Được    |                                        | 20/2/2025 – nay        |                                                                     |